# Glossaire Harley
Le glossaire Harley (Harley Glossary) est un glossaire latin-vieil anglais conservé dans le manuscrit Harley 3376 de la British Library.

## Description
Le glossaire Harley semble avoir été rédigé au début du XIe siècle dans l'Ouest de l'Angleterre, probablement à Worcester. Long de 94 folios, il est organisé dans l'ordre alphabétique, mais ne couvre que les lettres A à F. Le reste du glossaire est perdu, à l'exception de deux folios couvrant une partie de la lettre I qui sont conservés à l'université du Kansas (Kenneth Spenser Research Library, Pryce P2 A:1), à Lawrence, et à la bibliothèque Bodléienne (Lat. Misc. a.3. f. 49) de l'université d'Oxford.
Il se présente sous la forme d'une liste de lemmes latins glosés soit par d'autres termes latins plus simples, soit par des termes vieil-anglais. Les gloses en vieil anglais représentent à peu près le tiers de l'ensemble des gloses et figurent en majorité en caractères plus petits entre les lignes, contrairement aux gloses latines qui sont de la même taille et au même niveau que les lemmes.
Le scribe responsable du glossaire Harley s'appuie sur plusieurs sources, parmi lesquelles les Étymologies d'Isidore de Séville occupent une place prépondérante. Il a également recours à d'autres glossaires d'origine anglo-saxonne, comme le glossaire Corpus (en) ou les glossaires Cleopatra, et continentale, comme le Liber glossarum (en) ou le glossaire de Saint-Gall.